# Gra szlemowa
Gra szlemowa (lub kontrakt premiowy) – to kontrakt na poziomie sześciu lub siedmiu, który jest zobowiązaniem, odpowiednio, do wzięcia 12 lub wszystkich 13 lew. Za wylicytowanie i wygranie gry szlemowej przewidziane są duże premie punktowe.
Gra na poziomie 6-ciu, to mały szlem (ang. small slam) lub szlemik.
W brydżu kontraktowym premia za małego szlema przed partią wynosi 500 punktów, a po partii 750 punktów.
Gra na poziomie siedmiu, to duży szlem (ang. grand slam) lub po prostu szlem.
Premia za dużego szlema przed partią wynosi 1000 punktów, a po partii 1500 punktów.
Ustalenie tak wysokich premii za gry szlemowe, w brydżu kontraktowym, spowodowało zwiększenie częstotliwości ich licytowania oraz wpłynęło pozytywnie na rozwój systemów licytacyjnych i precyzyjnej licytacji w ogóle, a w szczególności na rozwój licytacji szlemowej.